# تاسکسکن (استان قزاقستان شرقی)
تاسکسکن (انگلیسی: Taskesken) یک منطقه مسکونی در قزاقستان است که در استان قزاقستان شرقی واقع شده است.